# Doświadczenie

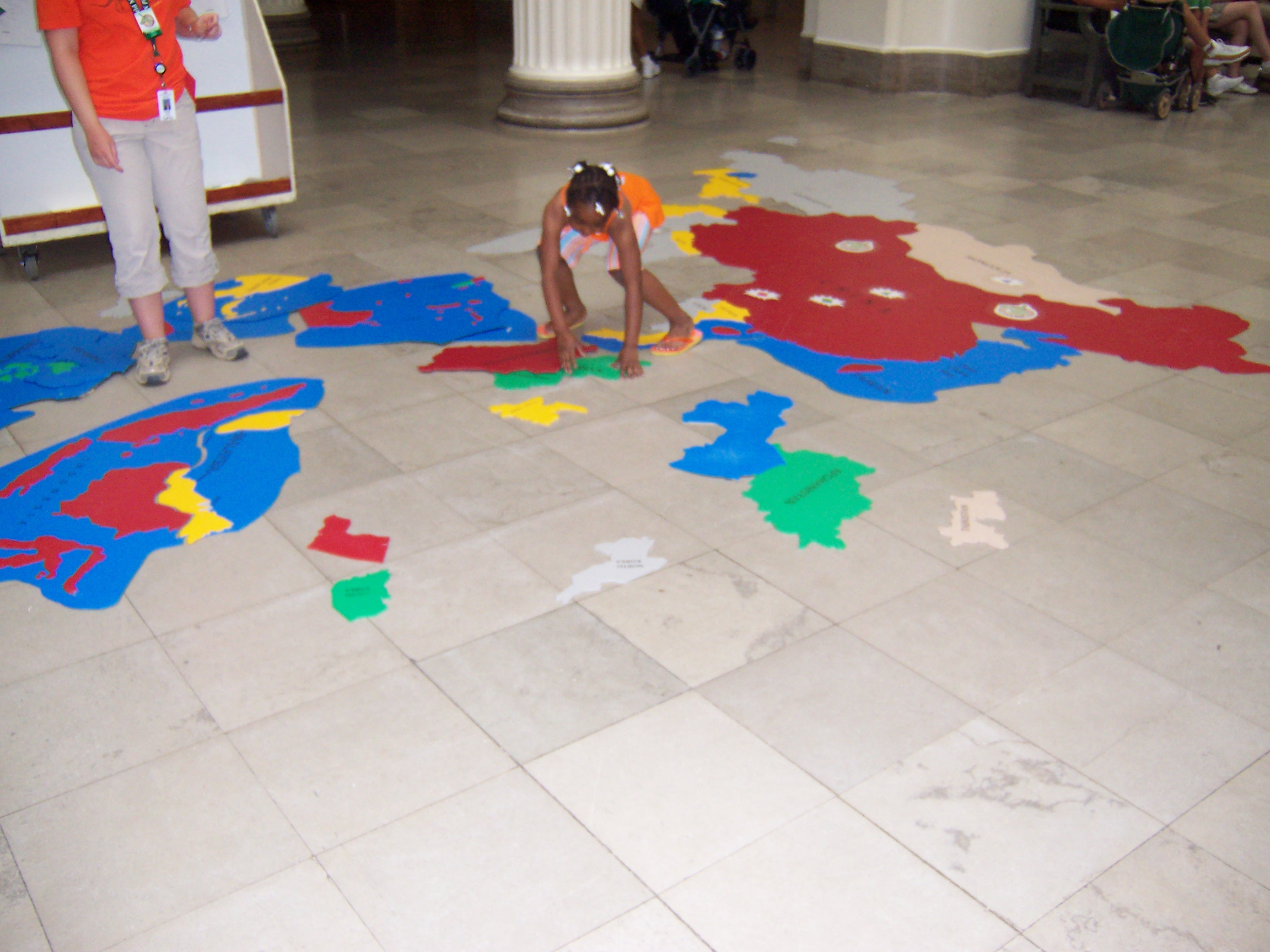
Dziecko uczące się krajów Azji raczej przez doświadczenie niż przez uczenie się na pamięć

Doświadczenie – powszechne pojęcie składające się z wiedzy lub umiejętności w obserwacjach pewnych rzeczy, wydarzeń, uzyskanych poprzez zaangażowanie w ujawnienie tych rzeczy lub wydarzeń. Historia słowa doświadczenie (w tym staropolskiego słowa eksperiencja) jest blisko związana z pojęciem eksperymentu.
Pojęcie doświadczenia generalnie odnosi się do wiedzy, jak wykonać pewne zadania, a nie do proponowania rozwiązań. Filozofowie nazywają wiedzę opartą na doświadczeniu wiedzą empiryczną lub wiedzą a posteriori.
Osoba ze znacznym doświadczeniem w pewnej dziedzinie może zyskać reputację specjalisty.

## Typy doświadczenia
Słowo doświadczenie może odnosić się zarówno do nieprzetworzonych psychicznie, bezpośrednio odczutych zdarzeń, tak samo jak do mądrości zdobytej w wyniku dalszej refleksji na temat tych wydarzeń lub ich interpretacji.
Najczęściej mądrościowe doświadczenie gromadzi się przez jakiś czas, chociaż jedno konkretne chwilowe wydarzenie również może doświadczyć.
Doświadczenia można podzielić na:
- fizyczne
- umysłowe
- emocjonalne
- duchowe.

### Bezpośredniość doświadczenia
Ktoś, kto jest zdolny opisać wydarzenie, którego był świadkiem, lub w którym brał udział, ma doświadczenie z pierwszej ręki. Takie doświadczenie jest szczególnie cenne ponieważ było się tam i można samemu ocenić sytuację, przeanalizować ją. Jednak i tak często pozostaje potencjalnie podlegająca pod błędy osobista interpretacja, postrzeganie sensu zdarzenia.
Doświadczenie z drugiej ręki może być bogatszym zasobem: zdarzenie nagrane lub streszczone przez obserwatorów z pierwszej ręki lub doświadczonych, albo z przyrządów, daje możliwość wyrażania wielu punktów widzenia.
Doświadczenie z trzeciej ręki, oparte na wymijającej i być może niepewnej pogłosce lub plotce, może być niebezpiecznie blisko oddawania błędnego sensu zdarzenia.

## Literatura
Amerykański filozof Ralph Waldo Emerson napisał esej zatytułowany Experience (Doświadczenie, opublikowany w 1844), w którym prosi czytelników, aby odrzucać uczucia, które mogą oddalić ich od świętości.